# Рахлау (Виттихенау)

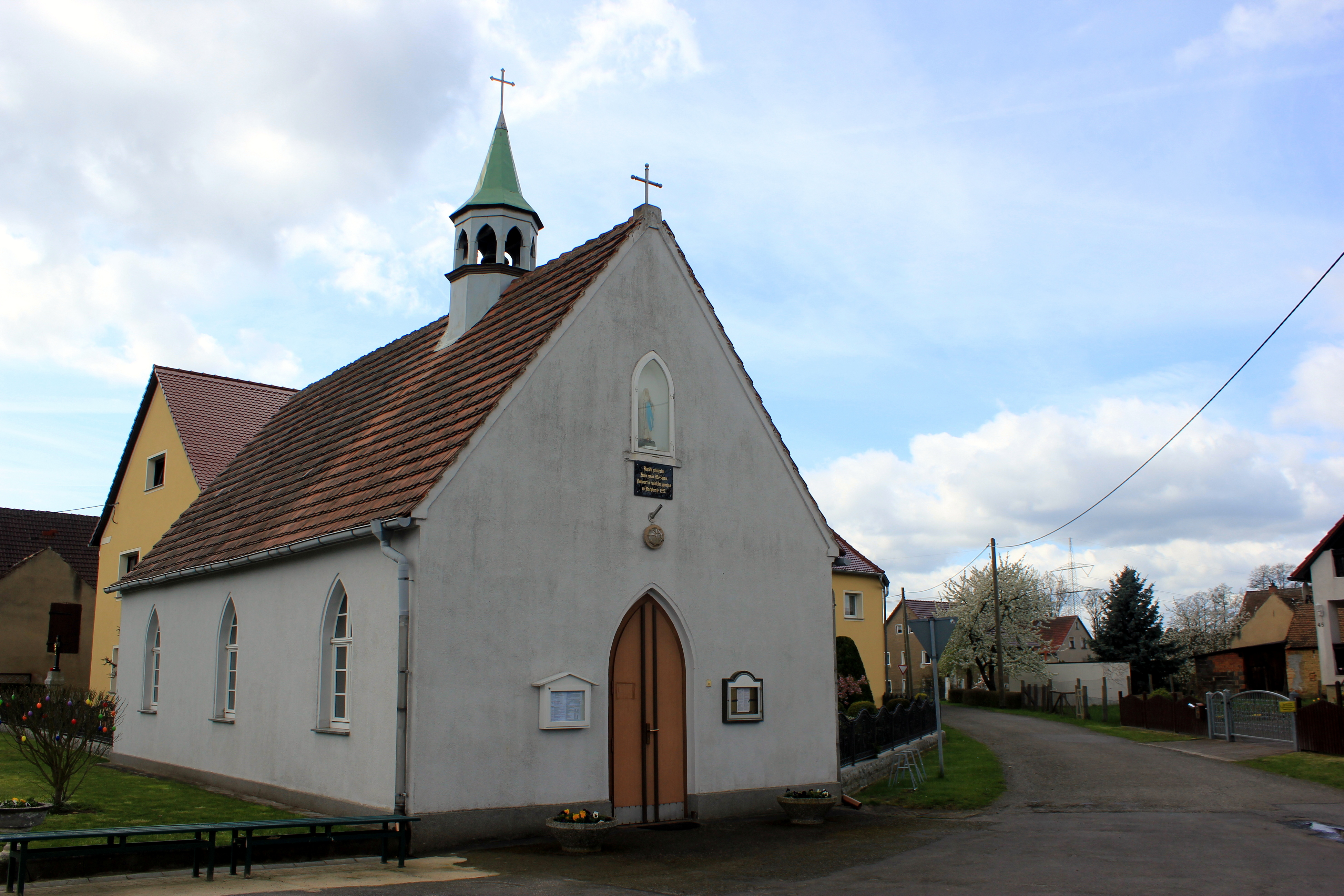
Часовня

Ра́хлау или Ра́хлов (нем. Rachlau; в.-луж. Rachlowо файле) — сельский населённый пункт в статусе городского района Виттихенау, район Баутцен, федеральная земля Саксония, Германия.

## География
Находится в пойме реки Добершютцер-Вассер примерно в двадцати двух километрах севернее Баутцена, пяти километрах юго-восточнее Виттихенау и десяти километрах южнее Хойерсверды на северной границе природной и географической области «Пустоши и озёра Верхней Лужицы». На юге от деревни располагаются несколько рыбных прудов, за которыми начинается обширный лесной массив, простирающийся узкой полосой до деревни Каслау (Кослов) коммуны Нешвиц.
В деревне пересекаются автомобильные дороги: с северо-востока — K 9221 (Грос-Зерхен — Рахлау), с юго-востока — K7284 (Коммерау — Рахлау) и с северо-запада — K9222 (Хоске — Рахлау)..
Соседние населённые пункты: на северо-востоке — деревня Грос-Зерхен (Вельке-Жджары) коммуны Лоза, на востоке — деревня Варта (Строжа) коммуны Кёнигсварта, на юго-востоке — деревня Коммерау (Коморов) коммуны Кёнигсварта, на западе — деревня Коттен (Кочина, в городских границах Виттихенау) и на северо-западе — деревня Хоске (Гозк, в городских границах Виттихенау).

## История
Впервые упоминается в 1374 году под наименованием «Rachelow». С 1777 года деревня входила в округ Баутцен королевства Саксония. После Венского конгресса деревня перешла в 1815 году в состав Прусского королевства. В семистах метрах южнее деревни проходила граница между Пруссией и Саксонией. Входила в округ Хойерсверда, который был образован в 1825 году. В июле 1950 года деревня была включена в административные границы близлежащей деревни Хоске. В 1994 году вошла в состав Виттихенау в статусе городского района. С 1996 по 2008 года находилась в районе Каменц, в 2008 году передана в район Баутцен.
В 1936 году во время германизации Третьего рейха была переименована в Висдорф. Прежнее наименование было возвращено в 1947 году.
В настоящее время деревня входит в состав культурно-территориальной автономии «Лужицкая поселенческая область», на территории которой действуют законодательные акты земель Саксонии и Бранденбурга, содействующие сохранению лужицких языков и культуры лужичан.
Исторические немецкие наименования
- Rachelow, 1374
- Rachlau, 1419
- Rachla, 1585
- Rachlo, 1635
- Rachlau, 1759
- Wiesdorf, 1936—1947

## Население
Официальным языком в населённом пункте, помимо немецкого, является также верхнелужицкий язык.
Согласно статистическому сочинению «Dodawki k statisticy a etnografiji łužickich Serbow» Арношта Муки в 1884 году в деревне проживало 147 жителей (все без исключения лужичане).
Жители деревни принадлежат двум христианским конфессиям. Католики принадлежат приходу Виттихенау. Лютеране входят в состав Евангелической церкви Берлин-Бранденбург-Силезская Верхняя Лужица.
| 1825 | 1871 | 1885 | 1905 | 1925 | 1939 | 1946 | 2011 | 2016 |
| ---- | ---- | ---- | ---- | ---- | ---- | ---- | ---- | ---- |
| 132  | 148  | 156  | 159  | 169  | 189  | 226  | 213  | 200  |